# شریف‌آباد (زرند)
شریف‌آباد روستایی در دهستان یزدان آباد بخش یزدان آباد شهرستان زرند استان کرمان ایران است.

## جمعیت
بر پایه سرشماری عمومی نفوس و مسکن در سال ۱۳۹۵ جمعیت این مکان ۱۱۲ نفر (۳۲خانوار) بوده‌است.